# Alajärvi (sjö i Finland, Kajanaland, lat 64,03, long 29,22)
Alajärvi är en sjö i Finland. Den ligger i kommunen Kuhmo i landskapet Kajanaland, i den centrala delen av landet, 500 km nordost om huvudstaden Helsingfors. Alajärvi ligger 167,8 meter över havet. Den är 13 meter djup. Arean är 1,25 kvadratkilometer och strandlinjen är 10,62 kilometer lång. Sjön  ingår i Uleälvens huvudavrinningsområde. 